# 北九州都市圏
北九州都市圏（きたきゅうしゅうとしけん）とは、北九州市を中心とする都市圏のこと。域内総生産は約4兆8888億円。
福岡都市圏とともに、三大都市圏に次ぐ4番目の規模を有する北九州・福岡大都市圏を構成している。
北九州市は関門海峡を挟んで相対する山口県下関市とともにひとつの都市圏や経済圏をも形成する（関門都市圏）。この項目ではそれについても述べる。

## 北九州都市圏
「北九州市1市を中心市」とする都市圏

### 北九州都市広域圏
福岡県庁が、福岡県内を10の広域圏および都市広域圏に区分している内のひとつ。北九州都市広域圏の人口は約110万人（2015年）。
- 北九州市
- 遠賀郡全域（中間市・芦屋町・水巻町・岡垣町・遠賀町）

### 北九州地区
福岡県庁が、福岡県内を4つの区域（北九州・福岡・筑豊・筑後）に区分する内のひとつ。

### 北九州市圏域
北九州商工会議所と北九州市が実施する商圏調査において、「北九州市圏域」と命名された地域。「北九州市商圏」とも呼ばれる。北九州市を中心とした概ね 40 km 圏内に含まれる市町村が対象で、通勤通学圏でいえば 3% 都市圏と類似性が認められる（が、同一ではない）。圏域は出向率により、1次商圏、2次商圏、3次商圏、商圏外の四つに区分する。飯塚市などは一時的に圏外となっていたが2015年調査で3次商圏に復帰、宇部市や中津市などは3次から2次へと高次に変化している。人口は2005年が約239万人、2000年が244万人。
- 1次商圏：直方市、行橋市、中間市、みやこ町、赤村、鞍手町、水巻町、芦屋町、遠賀町、岡垣町、添田町
- 2次商圏：下関市、宇部市、山陽小野田市、中津市、田川市、豊前市、宮若市、築上町、吉富町、香春町、大任町、福智町、糸田町、小竹町
- 3次商圏：宗像市、飯塚市、川崎町
- 圏外：上毛町

## 関門都市圏

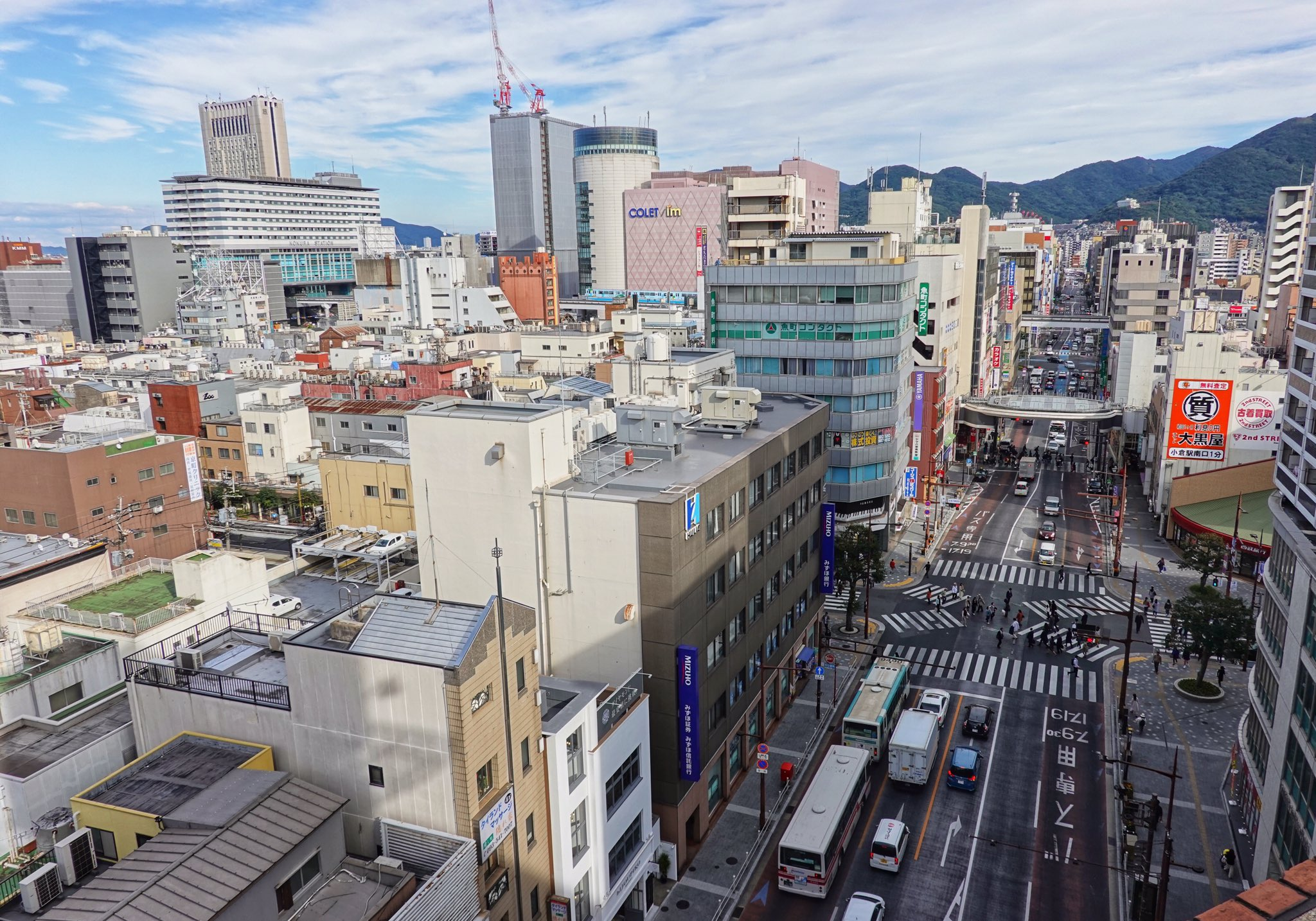
北九州市

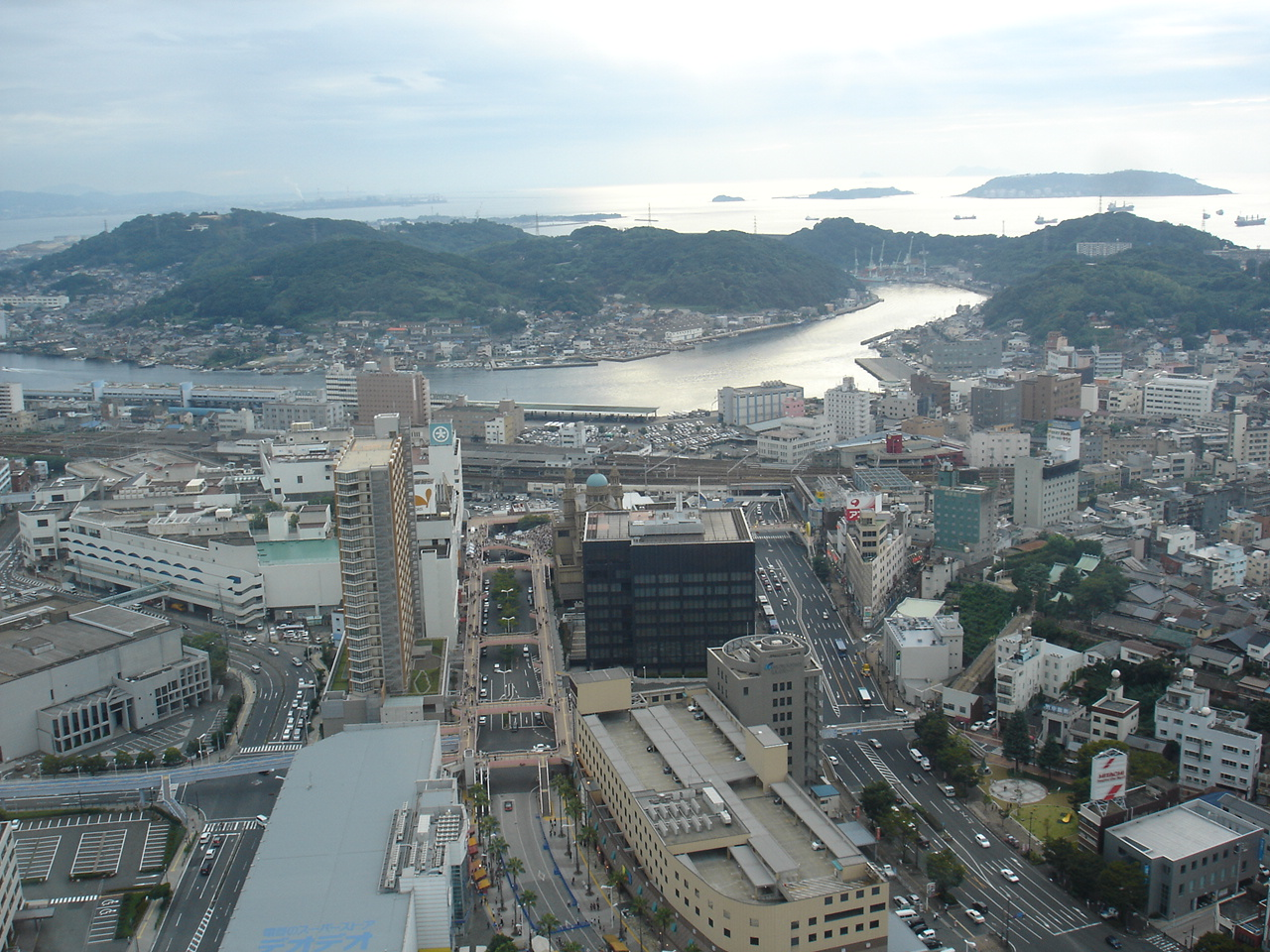
下関市

「北九州市と下関市の2市を中心市」とする都市圏。あるいは、下関市を北九州市の2次圏の核都市とする地域。
下関市は、ほとんどの都市圏の定義において中心市に選定され得る人口や人口集中地区を持っていること、山口県内の市であることなどから、統計上、北九州都市圏とは別に「下関都市圏」が設定される。ただし、北九州市と下関市は関門海峡を挟んで隣接しており、一つの生活圏を形成している。そのため、両市を中心市とする都市圏の設定もある。
また、北九州都市圏が下関都市圏の規模を大幅に上回っていることもあり、下関都市圏を北九州市の2次圏とする見方もある。

### 北九州・下関都市圏
国土交通省による「5% - 500人通勤圏」（相対都市圏）。北九州市と下関市の2市を核都市とする。本都市圏は以下の自治体により構成され、人口は約191万人（2000年）。
- 山口県：下関市
- 福岡県：北九州市、行橋市、豊前市、田川市、直方市、中間市、京都郡（苅田町、みやこ町）、築上郡（築上町）、鞍手郡（小竹町、旧宮田町）、田川郡（香春町、大任町、赤村、旧赤池町）、遠賀郡（水巻町、芦屋町、遠賀町、岡垣町）
- 大分県：中津市

### 関門都市圏
九州経済連合会が設定した地域区分。九経連の設定によれば、関門都市圏は国土交通省の「北九州・下関都市圏」に含まれる中津市を除外し、以下の自治体を加える。圏域人口は約219万人（2000年）。
- 宇部地域：宇部市、美祢市、山陽小野田市
- 直鞍地域：宮若市、小竹町

## 都市雇用圏

北九州都市圏（都市雇用圏）の範囲。藍色は中心都市。

2015年国勢調査の基準では行橋市や直方市を含む4市8町で構成され、人口は1,314,276人である。
また、2025年2月1日現在の推計人口は1,268,012人である。
都市雇用圏は、金本良嗣および徳岡一幸によって提案された 10% 通勤圏（相対都市圏）である。一般的な 10% 都市圏は自治体人口で中心市を選定しているが、都市雇用圏では人口集中地区の人口で中心市を選定する点に特徴がある。北九州都市圏の場合は、一般的な 10% 都市圏でも都市雇用圏でも中心市に選定されているので違いはない。
通勤通学率
2015年国勢調査による、各自治体の北九州市への通勤率
| 順位 | 市町村 | 通勤率 |
| ---- | ------ | ------ |
| 1    | 水巻町 | 45.2%  |
| 2    | 中間市 | 42.2%  |
| 3    | 遠賀町 | 33.7%  |
| 4    | 芦屋町 | 33.2%  |
| 5    | 岡垣町 | 27.3%  |
| 6    | 苅田町 | 22.0%  |
| 7    | 鞍手町 | 17.1%  |
| 8    | 直方市 | 15.0%  |

2次、3次郊外
| 通勤先 | 市町村   | 通勤率 |
| ------ | -------- | ------ |
| 苅田町 | 行橋市   | 16.2%  |
| 行橋市 | みやこ町 | 22.9%  |
| 行橋市 | 築上町   | 14.8%  |

### 絶対都市圏
5% 通勤通学圏を「絶対都市圏（直接通勤圏）」と定義する。絶対都市圏は他の都市圏や行政区分の影響を排除した数値であることから、最も実態を表した都市圏定義である。
- 2015年の国勢調査によると、都市雇用圏（10% 通勤圏）を構成する自治体に、以下の自治体を加える。
- 宗像市、福津市、小竹町、飯塚市、福智町、糸田町、香春町、田川市、川崎町、赤村、添田町、山口県下関市、山陽小野田市、美祢市、宇部市、大分県中津市、宇佐市、豊後高田市

範囲の変遷
- 左寄せとなっている自治体は、北九州市の1次郊外
- 右寄せとなっている自治体は、苅田町、行橋市または直方市の郊外。
- 北九州市を中心とする 10% 通勤圏に入っていない自治体は、右寄せで○印をつけた。また、各統計年の欄で灰色かつ「-」で示す。

| 自治体 ('80) | 1980年                    | 1990年                    | 1995年                    | 2000年                    | 2005年                    | 2010年                    | 2015年                    | 2020年                    | 自治体 （'20） |
| ------------ | ------------------------- | ------------------------- | ------------------------- | ------------------------- | ------------------------- | ------------------------- | ------------------------- | ------------------------- | -------------- |
| ○金田町      | 田川 都市圏               | 田川 都市圏               | 田川 都市圏               | 田川 都市圏               | 田川 都市圏               | 田川 都市圏               | 田川 都市圏               | 田川 都市圏               | 福智町         |
| ○方城町      | 田川 都市圏               | 田川 都市圏               | 田川 都市圏               | 田川 都市圏               | 田川 都市圏               | 田川 都市圏               | 田川 都市圏               | 田川 都市圏               | 福智町         |
| 赤池町       | 北九州 都市圏             | 北九州 都市圏             | 北九州 都市圏             | 北九州 都市圏             | 北九州 都市圏             | 田川 都市圏               | 田川 都市圏               | 田川 都市圏               | 福智町         |
| ○小竹町      | 北九州 都市圏             | 飯塚 都市圏               | 飯塚 都市圏               | 飯塚 都市圏               | 飯塚 都市圏               | 飯塚 都市圏               | 飯塚 都市圏               | 飯塚 都市圏               | ○小竹町        |
| ○若宮町      | -                         | -                         | -                         | 北九州 都市圏 142万5920人 | 北九州 都市圏 140万1737人 | 北九州 都市圏 137万0169人 | -                         | 北九州 都市圏 131万3494人 | 宮若市         |
| 宮田町       | 北九州 都市圏 152万4747人 | 北九州 都市圏 142万8014人 | 北九州 都市圏 142万8266人 | 北九州 都市圏 142万5920人 | 北九州 都市圏 140万1737人 | 北九州 都市圏 137万0169人 | -                         | 北九州 都市圏 131万3494人 | 宮若市         |
| 直方市       | 北九州 都市圏 152万4747人 | 北九州 都市圏 142万8014人 | 北九州 都市圏 142万8266人 | 北九州 都市圏 142万5920人 | 北九州 都市圏 140万1737人 | 北九州 都市圏 137万0169人 | 北九州 都市圏 131万4276人 | 北九州 都市圏 131万3494人 | 直方市         |
| 北九州市     | 北九州 都市圏 152万4747人 | 北九州 都市圏 142万8014人 | 北九州 都市圏 142万8266人 | 北九州 都市圏 142万5920人 | 北九州 都市圏 140万1737人 | 北九州 都市圏 137万0169人 | 北九州 都市圏 131万4276人 | 北九州 都市圏 131万3494人 | 北九州市       |
| 行橋市       | 北九州 都市圏 152万4747人 | 北九州 都市圏 142万8014人 | 北九州 都市圏 142万8266人 | 北九州 都市圏 142万5920人 | 北九州 都市圏 140万1737人 | 北九州 都市圏 137万0169人 | 北九州 都市圏 131万4276人 | 北九州 都市圏 131万3494人 | 行橋市         |
| 勝山町       | 北九州 都市圏 152万4747人 | 北九州 都市圏 142万8014人 | 北九州 都市圏 142万8266人 | 北九州 都市圏 142万5920人 | 北九州 都市圏 140万1737人 | 北九州 都市圏 137万0169人 | 北九州 都市圏 131万4276人 | 北九州 都市圏 131万3494人 | みやこ町       |
| 豊津町       | 北九州 都市圏 152万4747人 | 北九州 都市圏 142万8014人 | 北九州 都市圏 142万8266人 | 北九州 都市圏 142万5920人 | 北九州 都市圏 140万1737人 | 北九州 都市圏 137万0169人 | 北九州 都市圏 131万4276人 | 北九州 都市圏 131万3494人 | みやこ町       |
| 犀川町       | 北九州 都市圏 152万4747人 | 北九州 都市圏 142万8014人 | 北九州 都市圏 142万8266人 | 北九州 都市圏 142万5920人 | 北九州 都市圏 140万1737人 | 北九州 都市圏 137万0169人 | 北九州 都市圏 131万4276人 | 北九州 都市圏 131万3494人 | みやこ町       |
| 椎田町       | 北九州 都市圏 152万4747人 | 北九州 都市圏 142万8014人 | 北九州 都市圏 142万8266人 | 北九州 都市圏 142万5920人 | 北九州 都市圏 140万1737人 | 北九州 都市圏 137万0169人 | 北九州 都市圏 131万4276人 | 北九州 都市圏 131万3494人 | 築上町         |
| 築城町       | 北九州 都市圏 152万4747人 | 北九州 都市圏 142万8014人 | 北九州 都市圏 142万8266人 | 北九州 都市圏 142万5920人 | 北九州 都市圏 140万1737人 | 北九州 都市圏 137万0169人 | 北九州 都市圏 131万4276人 | 北九州 都市圏 131万3494人 | 築上町         |
| 苅田町       | 北九州 都市圏 152万4747人 | 北九州 都市圏 142万8014人 | 北九州 都市圏 142万8266人 | 北九州 都市圏 142万5920人 | 北九州 都市圏 140万1737人 | 北九州 都市圏 137万0169人 | 北九州 都市圏 131万4276人 | 北九州 都市圏 131万3494人 | 苅田町         |
| 中間市       | 北九州 都市圏 152万4747人 | 北九州 都市圏 142万8014人 | 北九州 都市圏 142万8266人 | 北九州 都市圏 142万5920人 | 北九州 都市圏 140万1737人 | 北九州 都市圏 137万0169人 | 北九州 都市圏 131万4276人 | 北九州 都市圏 131万3494人 | 中間市         |
| 芦屋町       | 北九州 都市圏 152万4747人 | 北九州 都市圏 142万8014人 | 北九州 都市圏 142万8266人 | 北九州 都市圏 142万5920人 | 北九州 都市圏 140万1737人 | 北九州 都市圏 137万0169人 | 北九州 都市圏 131万4276人 | 北九州 都市圏 131万3494人 | 芦屋町         |
| 水巻町       | 北九州 都市圏 152万4747人 | 北九州 都市圏 142万8014人 | 北九州 都市圏 142万8266人 | 北九州 都市圏 142万5920人 | 北九州 都市圏 140万1737人 | 北九州 都市圏 137万0169人 | 北九州 都市圏 131万4276人 | 北九州 都市圏 131万3494人 | 水巻町         |
| 岡垣町       | 北九州 都市圏 152万4747人 | 北九州 都市圏 142万8014人 | 北九州 都市圏 142万8266人 | 北九州 都市圏 142万5920人 | 北九州 都市圏 140万1737人 | 北九州 都市圏 137万0169人 | 北九州 都市圏 131万4276人 | 北九州 都市圏 131万3494人 | 岡垣町         |
| 遠賀町       | 北九州 都市圏 152万4747人 | 北九州 都市圏 142万8014人 | 北九州 都市圏 142万8266人 | 北九州 都市圏 142万5920人 | 北九州 都市圏 140万1737人 | 北九州 都市圏 137万0169人 | 北九州 都市圏 131万4276人 | 北九州 都市圏 131万3494人 | 遠賀町         |
| 鞍手町       | 北九州 都市圏 152万4747人 | 北九州 都市圏 142万8014人 | 北九州 都市圏 142万8266人 | 北九州 都市圏 142万5920人 | 北九州 都市圏 140万1737人 | 北九州 都市圏 137万0169人 | 北九州 都市圏 131万4276人 | 北九州 都市圏 131万3494人 | 鞍手町         |
| 宗像町       | 北九州 都市圏 152万4747人 | 福岡 都市圏               | 福岡 都市圏               | 福岡 都市圏               | 福岡 都市圏               | 福岡 都市圏               | 福岡 都市圏               | 福岡 都市圏               | ○宗像市        |
| ○玄海町      | -                         | 福岡 都市圏               | 福岡 都市圏               | 福岡 都市圏               | 福岡 都市圏               | 福岡 都市圏               | 福岡 都市圏               | 福岡 都市圏               | ○宗像市        |
| ○大島村      | -                         | -                         | -                         | -                         | 福岡 都市圏               | 福岡 都市圏               | 福岡 都市圏               | 福岡 都市圏               | ○宗像市        |

- 1981年4月1日：宗像町が宗像市として市制を施行した。
- 2003年4月1日：（旧）宗像市と玄海町が新設合併し、（新）宗像市となった。
- 2005年3月28日：宗像市が大島村を編入合併した。
- 2006年1月10日：椎田町と築城町の2町が新設合併し、築上町となった。
- 2006年2月11日：宮田町と若宮町の2町が新設合併し、宮若市となった。
- 2006年3月6日：赤池町、金田町、方城町の3町が新設合併し、福智町となった。
- 2006年3月20日：犀川町、豊津町、勝山町の3町が新設合併し、みやこ町となった。

## 連携中枢都市圏
総務省の連携中枢都市圏構想に基づき、北九州市を中心とした北九州都市圏域を北九州市、直方市、行橋市、豊前市、中間市、宮若市、芦屋町、水巻町、岡垣町、遠賀町、小竹町、鞍手町、香春町、苅田町、みやこ町、上毛町、築上町の6市11町で形成している。